# Manuel Sarabia
Manuel Sarabia (San Luis Potosí, ? - Boston, 1915) foi um político mexicano simpatizante do anarquismo que juntamente com Antonio I. Villarreal, Ricardo Flores Magón, Librado Rivera, Enrique Flores Magón, Juan Sarabia e Rosalío Bustamante escreveu o programa do Partido Liberal Mexicano em 1906. Foi irmão do jornalista liberal Juan Sarabia.
Em 1902, uniu-se ao grupo editor de El Hijo de El Ahuizote, que nessa época era dirigido por seu primo Juan Sarabia. Participou do protesto de 5 de fevereiro de 1903 nas oficinas deste jornal. Junto com Librado Rivera assumiu a responsabilidade pela publicação do periódico Regeneração, em 1906. Foi o encarregado de estabelecer contato com Práxedis G. Guerrero em Morenci, Arizona. No dia 30 de junho de 1907, foi detido em Douglas, Arizona, acusado falsamente de ter cometido três assassinatos, três pouco depois de ter sido colocado em liberdade. Após a detenção de Lázaro Gutiérrez de Lara, passa a se ocupar da edição do jornal Revolução até janeiro de 1908, data em que volta a ser preso.
Na prisão, conheceu Elizabeth Darling Trowbridge, quem o ajudou a pagar a fiança por sua liberdade, tendo se casado com ele menos de dois meses depois, quando viajaram para a Inglaterra. Regressaram ao México durante a Revolução Mexicana, mas logo se mudaram para Boston, nos Estados Unidos. Sarabia faleceu em Boston, de tuberculose, em 1915.